# Kornél Fábry
Kornél Fábry (Budapest, 22 ottobre 1972) è un vescovo cattolico ungherese, dal 27 giugno 2023 vescovo ausiliare di Esztergom-Budapest.

## Biografia
Quarto di cinque figli, suo nonno è un agronomo, fondatore di un'azienda produttrice di riso ungherese e suo zio paterno è un comico noto in Ungheria.

### Ministero sacerdotale
Ordinato sacerdote il 17 giugno 2000 è vissuto prima a Parigi, per poi tornare in patria dove per 7 anni è stato parroco a Kaposvár.
Allo stesso tempo è stato docente presso la facoltà di Lettere dell'Università di Kaposvár.
Tra il 2016 e il 2022 è stato segretario generale del Congresso Eucaristico Internazionale, dal 2021 è stato direttore dell'Istituto Nazionale per la Pastorale, e dal 2022 è il referente ungherese dell'Anno Santo 2025.

### Ministero episcopale
Il 27 giugno 2023, papa Francesco lo ha nominato vescovo ausiliare di Esztergom-Budapest e vescovo titolare di Guardialfiera. Il 2 settembre 2023 è stato ordinato vescovo nella Basilica di Santo Stefano dall'arcivescovo di Esztergom-Budapest, il cardinale Péter Erdő.
Ha scelto come motto: “Sono in te tutte le mie sorgenti” (Salmi 86,7).

## Genealogia episcopale
La genealogia episcopale è:
- Cardinale Scipione Rebiba
- Cardinale Giulio Antonio Santori
- Cardinale Girolamo Bernerio, O.P.
- Arcivescovo Galeazzo Sanvitale
- Cardinale Ludovico Ludovisi
- Cardinale Luigi Caetani
- Cardinale Ulderico Carpegna
- Cardinale Paluzzo Paluzzi Altieri degli Albertoni
- Papa Benedetto XIII
- Papa Benedetto XIV
- Papa Clemente XIII
- Cardinale Enrico Benedetto Stuart
- Papa Leone XII
- Cardinale Chiarissimo Falconieri Mellini
- Cardinale Camillo Di Pietro
- Cardinale Mieczysław Halka Ledóchowski
- Cardinale Jan Maurycy Paweł Puzyna de Kosielsko
- Arcivescovo Józef Bilczewski
- Arcivescovo Bolesław Twardowski
- Arcivescovo Eugeniusz Baziak
- Papa Giovanni Paolo II
- Cardinale Péter Erdő
- Vescovo Kornél Fubry